# Heeren
Heeren là một thị xã thuộc huyện Stendal trong bang Sachsen-Anhalt thuộc nước Đức. Đô thị Heeren có diện tích 13,54 km², dân số thời điểm ngày 31 tháng 12 năm 2006 là 570 người.